# Mikulovice, Třebíč
Mikulovice là một làng thuộc huyện Třebíč, vùng Vysočina, Cộng hòa Séc.